# Queen of Kings
Queen of Kings – debiutancki singel norweskiej piosenkarki Alessandry wydany 9 stycznia 2023. Piosenkę skomponowali i napisali Henning Olerud, Stanley Ferdinandez, Alessandra Mele i Linda Dale. Utwór reprezentował Norwegię w 67. Konkursie Piosenki Eurowizji (2023) w Liverpoolu.
W lutym 2023 roku utwór zwyciężył w finale programu Melodi Grand Prix 2023, tym samym zdobywając prawo do reprezentowania Norwegii w 67. Konkursie Piosenki Eurowizji. W wywiadzie dla Eurovision Fun Alessandra poinformowała, że jest biseksualna, a jej eurowizyjna piosenka manifestuje jej doświadczenia jako biseksualnej kobiety.

## Lista utworów
| Digital download / media strumieniowe | Digital download / media strumieniowe | Digital download / media strumieniowe |
| Nr                                    | Tytuł utworu                          | Długość                               |
| ------------------------------------- | ------------------------------------- | ------------------------------------- |
| 1.                                    | „Queen of Kings”                      | 2:27                                  |

## Notowania na listach przebojów
| Kraj            | Notowanie (2023)               | Najwyższa pozycja |
| --------------- | ------------------------------ | ----------------- |
| Australia       | ARIA Digital Track Chart       | 21                |
| Austria         | Ö3 Austria Top 40              | 8                 |
| Belgia          | Ultratop 50 Singles (Flandria) | 13                |
| Chorwacja       | Billboard Croatia Songs        | 12                |
| Czechy          | Singles Digitál Top 100        | 20                |
| Finlandia       | Suomen virallinen lista        | 3                 |
| Francja         | SNEP Top Singles               | 152               |
| Grecja          | IFPI Greece                    | 4                 |
| Hiszpania       | Promusicae                     | 59                |
| Holandia        | Single Top 100                 | 12                |
| Islandia        | Tónlistinn                     | 4                 |
| Irlandia        | Top 100 Singles                | 18                |
| Litwa           | Singlų Top 100                 | 7                 |
| Luksemburg      | Billboard Luxembourg Songs     | 16                |
| Łotwa           | LaIPA                          | 7                 |
| Niemcy          | Offizielle Deutsche Chart      | 19                |
| Norwegia        | VG-lista                       | 1                 |
| Nowa Zelandia   | New Zealand Hot Singles        | 29                |
| Polska          | OLiA                           | 20                |
| Polska          | OLiS – single w streamie       | 8                 |
| Portugalia      | AFP                            | 70                |
| Słowacja        | Singles Digitál Top 100        | 65                |
| Szwecja         | Sverigetopplistan              | 7                 |
| Szwajcaria      | Singles Top 100                | 5                 |
| Świat           | Billboard Global 200           | 58                |
| Węgry           | Single Top 40                  | 6                 |
| Wielka Brytania | UK Singles Chart               | 10                |
| Włochy          | FIMI                           | 33                |

## Certyfikat
| Kraj            | Certyfikat         | Sprzedaż |
| --------------- | ------------------ | -------- |
| Belgia (BEA)    | złota płyta        | 20 000+  |
| Norwegia (IFPI) | platynowa płyta    | 60 000+  |
| Polska (ZPAV)   | 2× platynowa płyta | 100 000+ |